# الأناضول

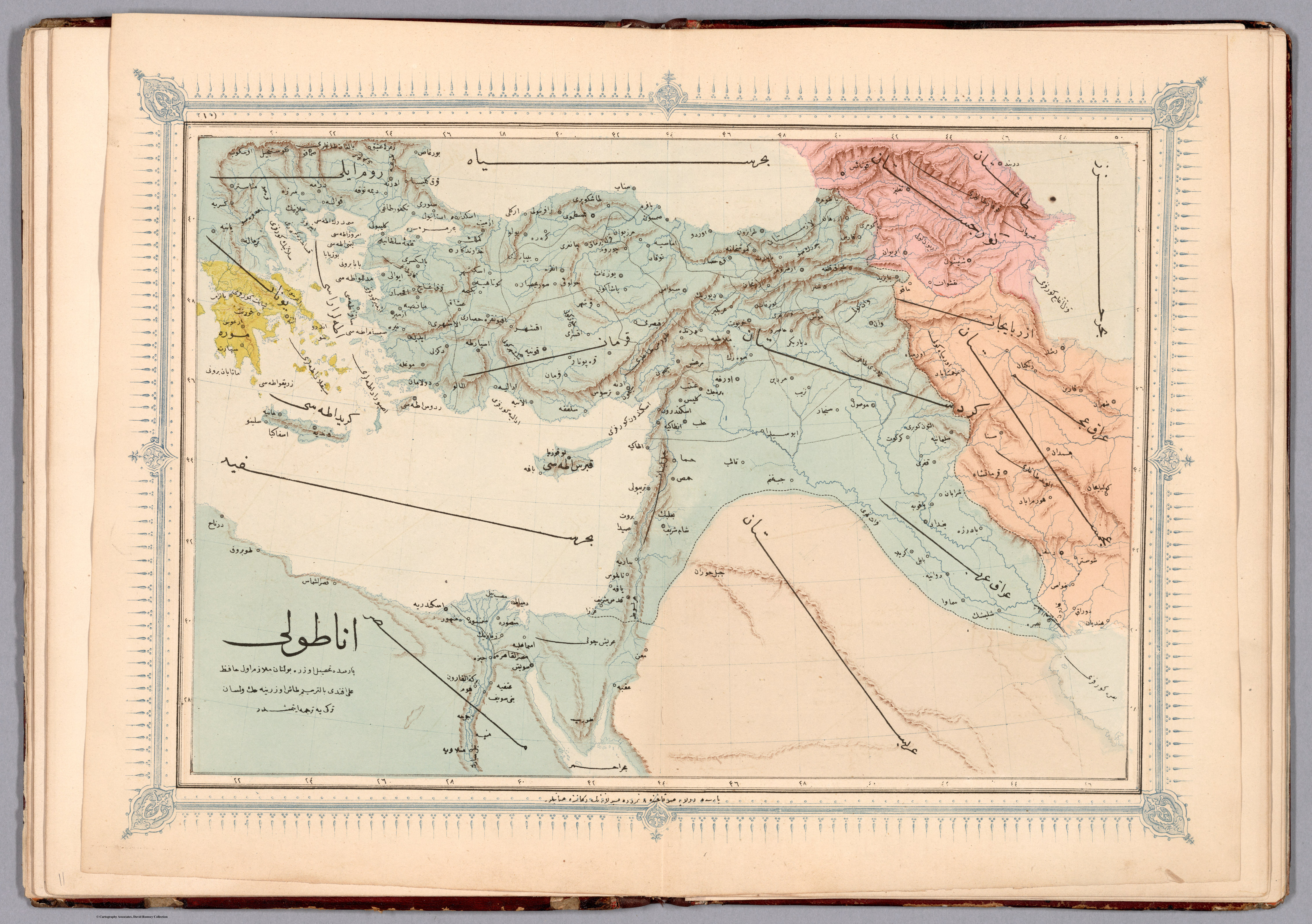
خريطة عثمانية بعنوان اناطولى.

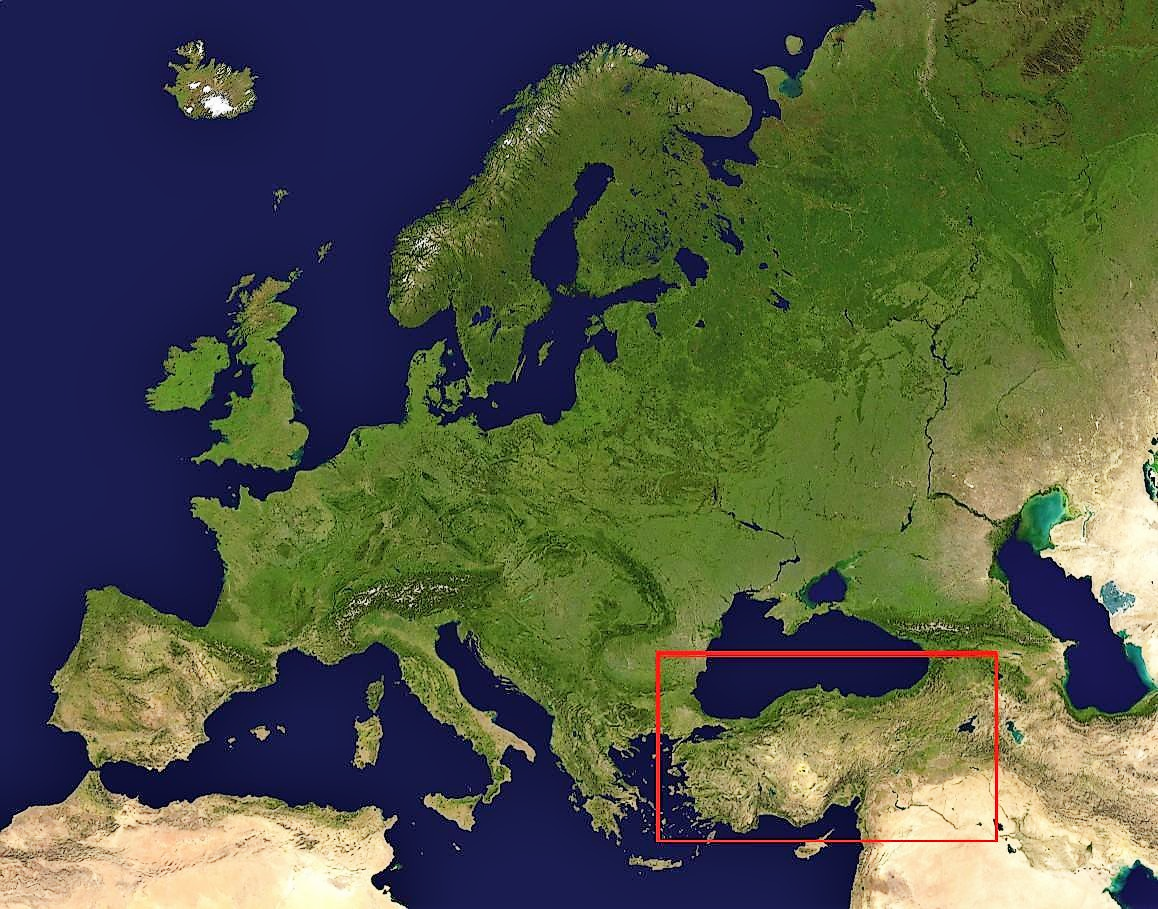
منطقة آسيا الصغرى

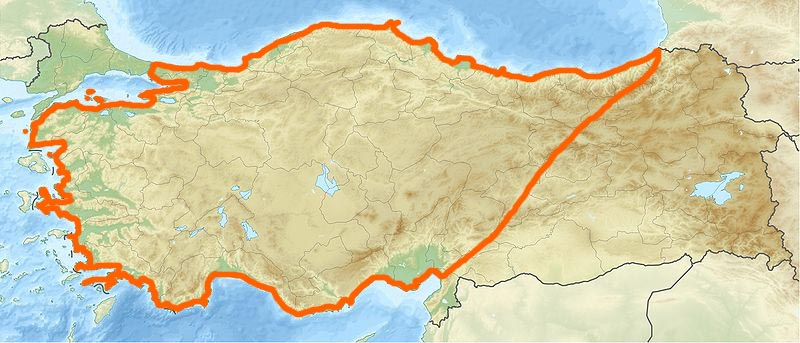
موقع الأناضول بالنسبة لآسيا الصغرى

الأناضول أو آسيا الصغرى هي منطقة جغرافية وتاريخية قريبة من شرق أوروبا، حيث تشكل شبه جزيرة جبلية في غرب آسيا. وهي محصورة بين البحر الأبيض المتوسط والبحر الأسود، وتشمل جل الأراضي التركية، عدا القسم الشرقي المعروف تاريخياً باسم هضبة أرمينيا. حيث تقدر مساحة الأناضول بحوالي 500.000 كم2 ويحيط بها كل من بحر إيجة ومرمرة، والبحر الأسود شمالاً، وسوريا جنوباً، وتواجدت العديد من الحضارات في الأناضول منها الحيثيون والأرمن والإغريق والرومان والبيزنطيين وسلاجقة الروم والعثمانيين.

اعتبرت الحدود الشرقية للأناضول خطًا بين خليج إسكندرون والبحر الأسود، تحدها المرتفعات الأرمنية من الشرق وبلاد الرافدين من الجنوب الشرقي. ووفقًا لهذا التعريف، ضمت الأناضول ثلثي الجزء الغربي تقريبًا من الجزء الآسيوي من تركيا. اليوم، تعتبر الأناضول أحيانًا مرادفًا لتركيا الآسيوية، وتتضمن الجزء الغربي من المرتفعات الأرمنية وشمال بلاد الرافدين، وتتوافق حدودها الشرقية والجنوبية مع حدود تركيا.
تحدثت شعوب الأناضول القديمة اللغات الأناضولية المنقرضة من عائلة اللغات الهندية الأوروبية، واستُبدلت اللغة اليونانية إلى حد كبير باللغات الأناضولية في أثناء العصور القديمة الكلاسيكية وكذلك في أثناء الفترات الهلنستية والرومانية والبيزنطية. تضمنت اللغات الأناضولية الرئيسية الحيثية واللوية والليدية، في حين تضمنت اللغات المحلية الأخرى، غير الموثقة جيدًا، الفريجية والميسية. جرى التحدث باللغات الحورو-أورارتية في مملكة ميتاني الجنوبية الشرقية، بينما جرى التحدث باللغة الغلاطية، وهي لغة قلطية، في غلاطية، وسط الأناضول. بدأ تتريك الأناضول تحت حكم الإمبراطورية السلجوقية في أواخر القرن الحادي عشر، واستمر تحت حكم الإمبراطورية العثمانية بين أواخر القرن الثالث عشر وأوائل القرن العشرين وما زال مستمرًا تحت حكم الجمهورية التركية الحالية. ورغم ذلك، ما تزال الأقليات في الأناضول تتحدث بلغات مختلفة غير تركية، تشمل الكردية، والآرامية الجديدة، والأرمنية، والعربية، واللازية، والجورجية واليونانية. وشملت الشعوب القديمة الأخرى في المنطقة الغلاطيون، والحوريون، والآشوريون، والهاتيون، والكيميريون، وأيضًا الأيونيون والدوريون واليونانيون الأيوليكيون.

## التسمية
ترجع كلمة الأناضول إلى الكلمة الإغريقية «أناتولي» (باليونانية: ἀνατολή) والتي تعني الشرق أو مكان شروق الشمس.
وأما تسمية آسيا الصغرى فترجع إلى الحيثيين الذين أطلقو لفظة (أشوا) على هذه المنطقة فتحولت إلى آسيا في اليونانية ومنها انحدر اسم قارة آسيا. والمصطلح ظهر أول مرة في القرن الرابع الميلادي من قبل أحد الحكام البيزنطيين.

## الجغرافية
تقليديًا، تعتبر الأناضول ممتدة في الشرق حتى خط غير محدد يتجه من خليج إسكندرون حتى البحر الأسود متوافق مع هضبة الأناضول. يُستخدم هذا التعريف الجغرافي التقليدي، مثلًا، في الإصدار الأخير من قاموس ميريام وبستر الجغرافي. ووفقًا لهذا التعريف، تحد المرتفعات الأرمنية الأناضول من الشرق، وينحني نهر الفرات قبلها باتجاه الجنوب الشرقي لدخول بلاد الرافدين. وتحدها سلاسل في الجنوب الشرقي تفصلها عن وادي نهر العاصي في سوريا وسهل بلاد الرافدين.
بعد الإبادة الجماعية للأرمن، غيرت الحكومة التركية الناشئة حديثًا اسم أرمينيا الغربية إلى منطقة شرق الأناضول. في عام 1941، وضعت المقاطعات الشرقية لتركيا في منطقة الأناضول الشرقية، بموجب المؤتمر الجغرافي الأول الذي قسم تركيا إلى سبع مناطق جغرافية بناءً على الاختلافات في المناخ والمناظر الطبيعية، والتي تتوافق إلى حد كبير مع منطقة أرمينيا الغربية التاريخية (سميت بهذا الاسم بعد تقسيم أرمينيا الكبرى بين الإمبراطورية الرومانية/البيزنطية (أرمينيا الغربية) وبلاد فارس الساسانية (أرمينيا الشرقية) عام 387 م). وصف فازكين دافيديان التوسع في استخدام اسم «الأناضول» لتطبيقه على إقليم في شرق تركيا كان يُشار إليه سابقًا باسم أرمينيا (الذي ضم عددا كبيرا من السكان الأرمن قبل الإبادة الجماعية للأرمن) بأنه «فرضًا غير تاريخي» ولاحظ عدم توافق مجموعة متزايدة من الأدبيات مع الإشارة إلى الشرق العثماني باسم «الأناضول الشرقية».
يعد جبل أرارات (5123 م) أعلى جبل في منطقة الأناضول الشرقية (أعلى قمة في المرتفعات الأرمنية). تربط أنهار الفرات، وأراكس، وكاراسو ومراد المرتفعات الأرمنية بجنوب القوقاز ووادي الفرات الأعلى. تعد هذه الأنهار إلى جانب نهر تشوروه الأطول في منطقة الأناضول الشرقية.

## حدودها
يحدها البحر الأسود شمالاً متصلاً ببحر إيجة غرباً، الذي يربطه ببحر مرمرة الذي يقع عليهما مضيقا البوسفور والدردنيل والبحر الأبيض المتوسط وسوريا جنوباً، ويمتد على الساحل الجنوبي جبال طوروس بينما تحدها سهول منخفضة من جهة الشرق وعدة جمهوريات منها جورجيا وأرمينيا وإيران والعراق.

### ساحل البحر الأسود
يتميز ساحل البحر الأسود في الأناضول بالمرتفعات الجبلية التي تحد سواحله، ويزيد ارتفاع تلك المنحدرات عن 1.525 - 1.800 متر أي ما يزيد عن 5.003 إلى 5.900 قدم لكن يزداد ارتفاعها عن الـ 9000 قدم في الشرق.

### إقليم المرمرة
يتكون غالب الساحل الغربي للأناضول الواقع على بحر المرمرة من الهضاب المتموجة الخصبة التي تقوم فيها الزراعة لكثافة الأمطار على تلك الهضاب وتتلقى ما يزيد عن 52 سم من الأمطار سنوياً.

### ساحل إيجة
يعد الساحل الغربي للأناضول الذي يقع على بحر إيجة أكثر الأراضي خصوبة في الأناضول، ويتميز بإنتاج الزيت والزيتون وفيه ثاني أكبر ميناء في تركيا وهو ميناء إزمير.

## التضاريس
تتألف الأناضول من هضبة مرتفعة نسبياً وتعلوها الجبال وتكثر عليها البحيرات التي تتجمع بسبب سقوط الأمطار الموسمية والشتوية، وبسبب ذوبان الجليد الذي يكسو قمم جبالها في فصل الشتاء.

## المناخ
يشبه مناخ شبه جزيرة الأناضول إلى حد ما مناخ البحر المتوسط ويتميز بالمطر الكثيف والنسيم الرطب المعتدل.

## التركيبة السكانية
تقريبا 80% من الناس الذين يقيمون حاليا في الأناضول هم من الأتراك. يشكل الكرمانجيين و‌الزازا مجتمعاً رئيسياً في جنوب شرق الأناضول، وهما أكبر أقلية عرقية. الأبخاز والألبان والعرب والآراميون والأرمن والآشوريون والأذربيجانيون والبوشناق والشركس و‌الكاكوز والجورجيون والصرب واليونانيون والهيمشين و‌اللاز و‌المشرقيون والبوماك وعدد من المجموعات العرقية الأخرى يعيشون أيضاً في الأناضول بأعداد أقل.

## الحضارات
وكانت تعتبر شبه الجزيرة هذه ملتقى الحضارات وخصوصاً الشرقية والغربية في العصور الغابرة كما هو الحال في العراق. حيث يربط هذه الحضارات القائمة في آسيا الوسطى كل من نهرا دجلة والفرات بالعراق، وتربطها سواحلها أيضًا باليونان، وبعد أن تدهورت حضارة الإمبراطورية الحيثية ظهرت الكثير من المستعمرات اليونانية على السواحل، وبهذا اتصلوا بمدن مثل: طروادة وفريجيا وليديا. وعندما الإسكندر الأكبر، قام بدمج إقليم آسيا الوسطى في إمبراطوريته وبعد وفاته قسمت إلى دويلات صغيرة إلى أن أتى الرومان من جديد ووحدوها تحت دولة واحدة وذلك قبل الفتح الإسلامي لها. ولكنها مع ذلك ضلت في موضع هجوم مستمر.
وفتحت أكثر آسيا الوسطى في زمن الدولة الأموية، وعندما الدولة العثمانية ضمت آسيا الوسطى تحت رايتها وجعلتها مركز الخلافة الإسلامية.